# ダイアモンドバー
ダイアモンドバー（Diamond Bar）は、アメリカ合衆国カリフォルニア州のロサンゼルス郡にある都市。人口は5万5072人（2020年）。ダウンタウン・ロサンゼルスの東43キロメートルの丘陵地に位置している。

## 概要
1960年代から1980年代にかけて建設された計画都市である。1989年に法人化された。地名はかつて存在した牧場の名を継承している。住宅主体の都市であり商業施設は少ないが、隣のポモナに大きな商業地がある。2020年アメリカ合衆国国勢調査によれば、市の人口の約6割はアジア系アメリカ人である。

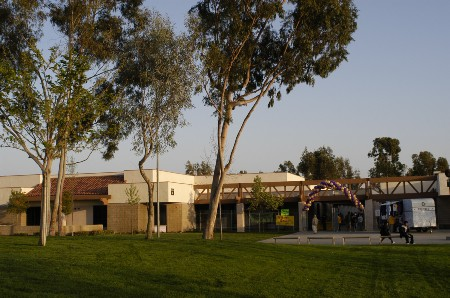
ダイアモンドバー高校

## 関係者
- 水原一平：通訳
- ジェイ・キム：政治家
- パク・テディ：ラッパー
- ゼイビア・スクラッグス：野球選手
- ライアン・ウェンデル：アメリカンフットボール選手